# Церковь иконы Божией Матери «Одигитрия» (Городенец)
Церковь иконы Божией Матери «Одигитрия» — недействующий православный храм в селе Городенец Венёвского района Тульской области, один из самых древних (возможно самый древний) из сохранившихся храмов на территории области.

## Описание
Место, где находится село Городенец, было подарено одному из стольников Засецких за храброе отражение татарских набегов. Наиболее вероятной представляется версия строительства церкви на средства Зацеского в 1640—1650-х годах, что делает её одной из старейших, наряду с храмом Николая Чудотворца в Николо-Гастуне, церковных построек в Тульской области. Также существует версия о более древней истории храма, согласно которому название села Городенец произошло от того, что на его месте существовал город. В этом городе, который был разрушен в XIII веке Батыем, было 7 церквей, из которых после погрома осталась одна, бывшая соборной, сохранившаяся в несколько исправленном виде.

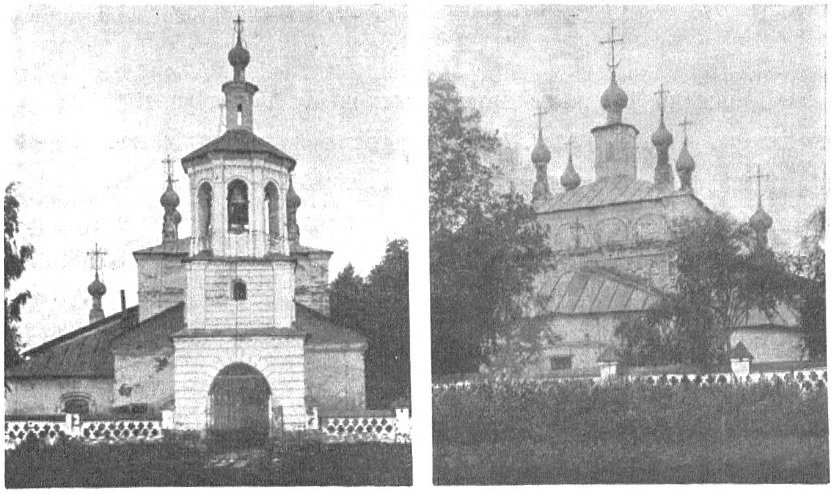
Одигитриевская церковь в 1913 году

В 1858 году по запросу Тульской епархии священником церкви села Городенец Ионном Мячиковым было составлено описание храма. Из него следует, что согласно народным преданиям квадратная одноэтажная церковь построена около двухсот лет, но точную дату постройки и имя храмостроителя никто не знает. Архитектура и толщина стен указывают на то, что она действительно построена до 1700 года. С северной стороны находился предел во имя святителя и чудотворца Николая, построенный помещиком Александром Петровичем Соколовым. Алтарь от храма отделен каменною стеною с тремя пролетами для дверей: Царских, Северных и Южных. Алтарь устроен в виде полуциркуля, а трапезная устроена в виде палатки, отделенная пролетною аркою. Антиминсы в основном алтаре и в пределе Чудотворца Николая освящены в 1791 году епископом Коломенским и Тульским Афанасием. Крыша была покрыта кованым железом, выкрашенным медянкой в зелёный цвет, кроме пяти основных глав, имелась одна глава на приделе, две над алтарем и одна на колокольне. К трапезной была пристроена двухъярусная колокольня, дата постройки которой также неизвестна. Интерьер и убранство храма были довольно скромные, без настенных росписей и древней богослужебной утвари. Наиболее ценными предметами были Евангелие в серебреном окладе 1748 года, напрестольный крест и дарохранительница 1780-х годов.
По информации Д. Г. Гедеонова, в начале XIX века узкие окна с чугунными подоконниками были расширены. На колокольне до 1849 года висел колокол с латинской и немецкой надписью, гласящей, что он отлит в Стокгольме в 1646 году. В середине XIX века рядом с храмом ещё сохранялся намогильный камень с надписью: «Лето 7133 (1625) Декемврія въ 7 день на память Амвросія Епископа Медюланского скончался раб Божія Стольникъ Иванъ Михайловъ Засецкой».
С 1885 года в селе Городенец существовала земская школа, в 1894 году преобразованная в школу грамоты. В 1916 году она значится как церковноприходская школа. В конце XIX века в состав прихода, кроме села, входили следующие деревни: Ольховец, Михайловка, Венёвка или Дураковка, Николаевка и несколько домов деревни Акульшина.
По сообщению князя А. Н. Шаховского от 1914 года: «Храм этот пятиглавый и в данное время начал уже разрушаться, так как существование его едва известно археологическому сообществу, а местное Епархиальное Общество, очевидно, относится к нему безучастно. Поэтому этот памятник старины, может быть и, действительно, седой, останется кинутым на произвол судьбы и будет уничтожен беспощадным временем, и ещё более беспощадными и невежественными руками современных доморощенных зодчих и богомазов.»
Церковь была закрыта на рубеже 1920—30-х годов. Нет никаких сведений об использовании здания в советские годы. В настоящее время церковь руинирована: сохранился только основной объём с центральной главкой. Никаких работ по сохранению древнейшего памятника архитектуры администрацией региона не предпринимается.